# Bateria z Bagdadu

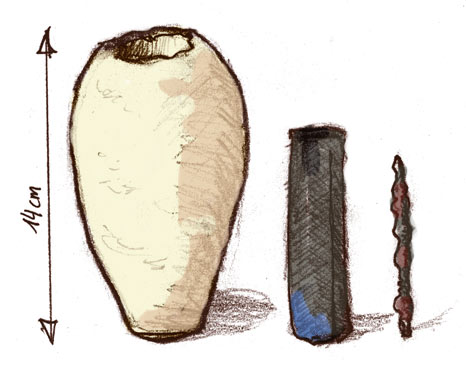
Naczynie z Bagdadu

Bateria z Bagdadu (Naczynie z Bagdadu, bateria bagdadzka) – naczynie gliniane znalezione w 1936 roku w Chudżat Rabua (okolice Bagdadu) przez archeologa niemieckiego Wilhelma Königa. 

## Opis
Było to naczynie z gliny zatkane korkiem osadzonym w asfalcie z tkwiącym wewnątrz skorodowanym miedzianym walcem. König przypuszczał, że było to ogniwo galwaniczne. Opisał je w swojej książce wydanej kilka lat po znalezieniu naczynia (znalezisko Königa uległo zniszczeniu podczas II wojny światowej, zanim zostało zbadane). W latach 60. XX wieku archeologowie ponownie znaleźli podobny przedmiot w okolicach Bagdadu, a następnie kilkadziesiąt elementów składowych owych tajemniczych urządzeń (m.in. pręty miedziane i żelazne oraz odpowiednie korki bitumiczne). Wiek tych znalezisk szacuje się na połowę III wieku p.n.e.
Przypomniano sobie o hipotezie Königa, że były to ogniwa galwaniczne. Dla jej poparcia zrekonstruowano owe hipotetyczne ogniwa i wypełniono je roztworami kwasów znanych w Mezopotamii w tamtych czasach (octowego i cytrynowego). Baterie zaczęły działać. Ustalono też wkrótce zastosowanie tych ogniw. Okazuje się, że jeszcze do niedawna bagdadzcy złotnicy używali do złocenia małych przedmiotów własnoręcznie budowanych ogniw galwanicznych, różniących się zasadniczo od rozpowszechnionych na świecie.
Wśród wykopalisk znaleziono liczne przedmioty pokryte cienką warstwą złota, pochodzące z czasów starożytnych. Prawdopodobnie więc rzemieślnicy bagdadzcy przejmowali te umiejętności od swych poprzedników od bardzo dawnych czasów. Ich ogniwa galwaniczne nie były prawie nikomu znane, ponieważ każdy rzemieślnik starożytny (a potem i średniowieczny) trzymał technologię swych wyrobów w tajemnicy.
W programie Pogromcy mitów prowadzący zbudowali model „baterii z Bagdadu” na podstawie opisu, potwierdzając tym samym, że znalezisko Wilhelma Königa mogło kiedyś być działającą baterią.